# 함부르크 대관구
함부크르 대관구는 1933년부터 1945년까지 독일의 함부르크 지역에 있었던 나치 독일의 대관구이다. 그 이전인 1925년부터 1933년까지는 나치당의 지역 조직 중 하나였다.

## 역사
원래 나치의 대관구(Gau) 조직은 1926년 5월 22일 나치당 회의에서 지역당 조직 구조 개선을 목적으로 창립한 구역이었다. 이후 1933년 나치가 독일의 권력을 장악하면서 독일의 주 단위 행정구역이 당의 대관구 행정구역으로 대체되었다.
각 대관구를 지휘하는 대관구지휘자는 점점 더 권력이 세지면서 제2차 세계 대전 이후에는 외부에서 거의 간섭을 받지 않았다. 지역 대관구지휘자는 정당 행정 뿐 아니라 정부 직책에도 관여하여 선전 감시 등 다양한 작전을 수행했으며, 1944년 9월 이후에는 국민돌격대 소집과 각 대관구 방어작전 역할도 맡았다.
나치당의 초기 지역당 형태였던 1925년부터 1929년까지는 함부르크 대관구의 대관구지휘자는 요제프 클란트, 알베르트 크렙스, 힌리히 로제였으며 1929년부터 종전인 1945년까지는 카를 카우프만이 이를 맡았다. 함부르크 대관구의 초대 대관구지휘자인 요제프 클란트는 짧은 기간 이 직무를 수행하다 1927년 사망했다. 1926년부터 1945년까지 슐레스비히-홀슈타인 대관구의 대관구지휘자이기도 했던 힌리히 로제는 동유럽의 독일화 계획인 제네랄플랜 오스트의 일환으로 1941년 수립한 동방 국가판무관부의 국가판무관을 맡기도 하였다. 여기서 그는 유대인, 롬인(집시), 공산주의자의 집단살해 및 지역 주민 박해를 하는 등 전쟁범죄 행위를 하였다. 그는 1948년 체포되어 10년형을 선고받았으나, 1951년 가석방되었고 소련의 인도요청이 거부되었으며 1964년 사망했다. 1926년부터 1928년까지 대관구지휘자를 맡은 알베르트 크렙스는 1932년 히틀러의 명령으로 나치당에서 추방되었으며, 히틀러의 통치에 비판적이였던 그는 전후 회고록을 출판한다. 함부르크 대관구의 마지막 대관구지휘자인 카를 카우프만은 전후 수감되었으나 신병을 이유로 풀러난다. 그는 함부르크가 전쟁 마지막 날 연합군에 항복하여 도시가 더 파괴하지 않도록 구했다는 "깨끗한 대관구지휘자" 신화를 만들어냈으나, 나중에 이 주장은 논파되었다. 또한, 그는 함부르크가 "나치 시기 자유로웠던 도시"로 만드는 데 공헌했다고 주장했으나, 1941년 9월 연합군의 함부르크 대공습 이후 유대인 전원추방명령을 내린 최초의 대관구지휘자라는 사실이 밝혀지면서 이 또한 논파되었다. 카우프만은 1969년 함부르크에서 사망했다.
함부르크 대관구 내에는 네움자메 강제수용소가 있었다. 이 수용소에는 106,000명이 수감되어 있었으며 그 중 55,000명이 사망했다.